# 兵庫県立阪神昆陽特別支援学校
兵庫県立阪神昆陽特別支援学校（ひょうごけんりつはんしんこやとくべつしえんがっこう）は、兵庫県伊丹市にある県立特別支援学校。知的障害がある生徒を教育対象とする。
多部制定時制高校である兵庫県立阪神昆陽高等学校と学校設備を共用している。阪神昆陽特別支援学校と阪神昆陽高等学校の学校長は兼任しており、阪神昆陽特別支援学校には副校長を置く。校訓・校章・校歌・制服も両校で共通である。

## 設置学部
- 高等部
  - 職業科

## 通学区域
県下全域。

## 歴史
「学校概要」による。
- 2008年10月15日 - 阪神地域に高等特別支援学校の設置が公表される
- 2011年3月24日  - 「阪神地域の新しい多部制単位制高等学校（兵庫県立阪神昆陽高等学校）及び高等特別支援学校の実施計画」が公表される
- 2011年4月1日 - 開設準備室を設置
- 2011年6月27日 - 学校名「兵庫県立阪神昆陽特別支援学校」を記者発表
- 2012年1月1日 - 兵庫県立阪神昆陽特別支援学校を設置、開校準備室を伊丹市池尻に設置
- 2012年4月9日 - 兵庫県立阪神昆陽特別支援学校の開校式及び入学式を挙行